# Acalolepta producta
Acalolepta producta är en skalbaggsart som först beskrevs av Francis Polkinghorne Pascoe 1866.  Acalolepta producta ingår i släktet Acalolepta och familjen långhorningar. Inga underarter finns listade i Catalogue of Life.